# Каталог (торгівля)
Катало́г — перелік товарів (послуг) з їхнім описом.
Дані про товар можуть уключати текстову описову інформацію, значення характеристик, зображення, відомості про класифікацію, мультимедійну інформацію, інформацію про ціни та інше залежно від призначення й носія.

## Види каталогів

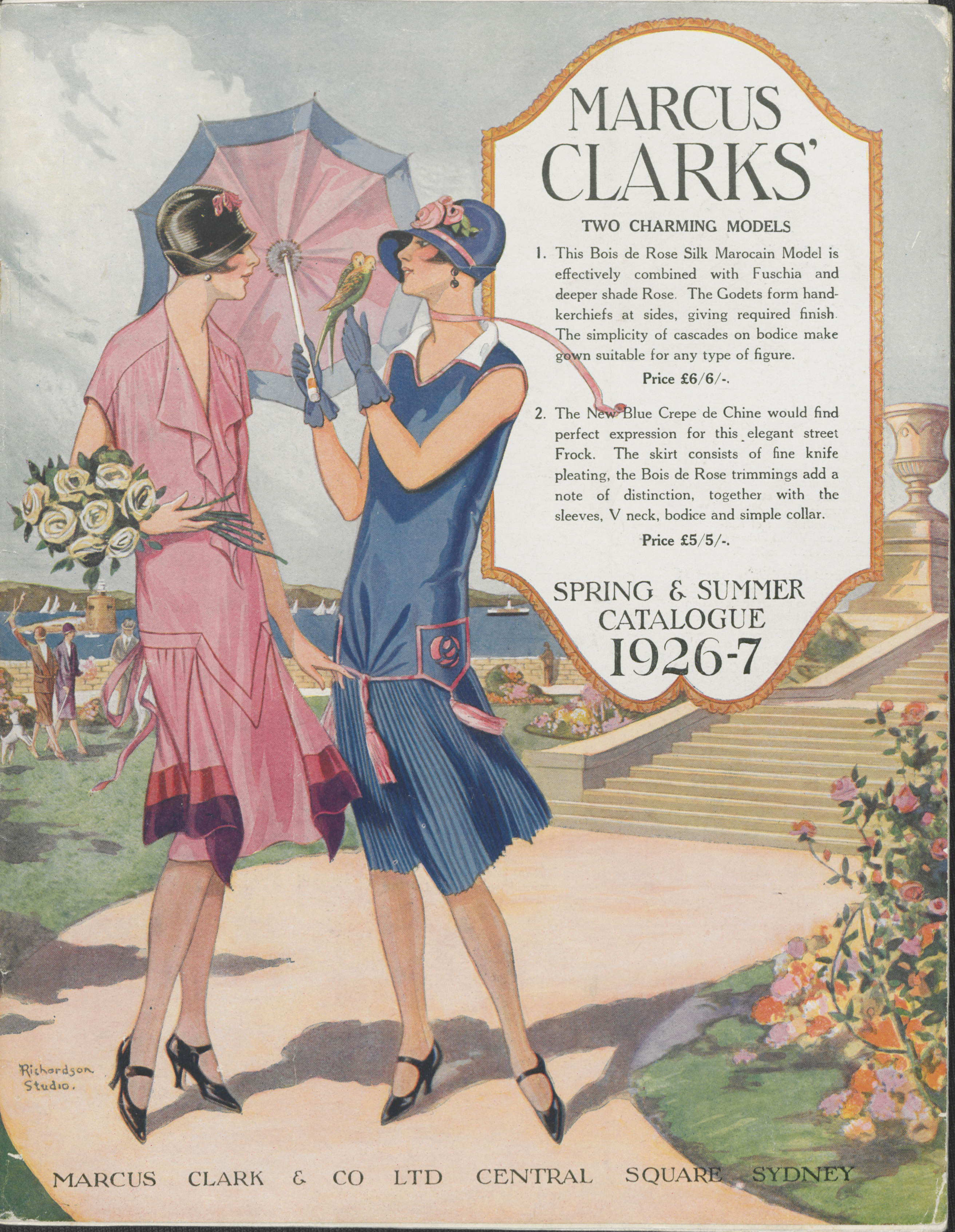
Обкладинка каталогу одягу сезону 1926-27 років

За своїм призначенням каталоги можна умовно розділити на
- каталог продукції (наприклад, одного виробника або одного типу продукції; поширюється серед фахівців, що займаються проектуванням, оптовими закупівлями тощо)
- рекламний каталог (проспект, буклет, друковане видання, яке розповсюджується в магазині і його околицях для залучення уваги потенційних покупців до товару, спеціальними пропозиціями, супутнім послугам тощо.)
- поштовий каталог (перелік товарів з їх текстовим описом і фотографіями, застосовуваний для продажу товарів поштою)
- виставковий каталог (перелік товарів, представлених на виставці, аукціоні тощо)

## Носії каталогів
- Друковане видання
- CD- або DVD-диск
- Інтернет-видання
- Дані в певному форматі, використовувані в управлінні каталогами[1]